# سارة إنجلش
سارة إنجلش (بالإنجليزية: Sarah English)‏ هي لاعب هوكي الحقل زيمبابوية، ولدت في 27 نوفمبر 1955.

## وصلات خارجية
- سارة إنجلش على موقع أوليمبيديا (الإنجليزية)